# Флавіль
Флавіль (нім. Flawil) — місто  в Швейцарії в кантоні Санкт-Галлен, виборчий округ Віль.

## Географія
Місто розташоване на відстані близько 145 км на схід від Берна, 15 км на захід від Санкт-Галлена.
Флавіль має площу 11,5 км², з яких на 25,4% дозволяється будівництво (житлове та будівництво доріг), 49,7% використовуються в сільськогосподарських цілях, 22,6% зайнято лісами, 2,2% не є продуктивними (річки, льодовики або гори).

## Демографія
2019 року в місті мешкало 10 425 осіб (+4,6% порівняно з 2010 роком), іноземців було 28,7%. Густота населення становила 909 осіб/км².
За віковим діапазоном населення розподілялося таким чином: 21,9% — особи молодші 20 років, 59,4% — особи у віці 20—64 років, 18,7% — особи у віці 65 років та старші. Було 4434 помешкань (у середньому 2,3 особи в помешканні).
Із загальної кількості 4493 працюючих 110 було зайнятих в первинному секторі, 1910 — в обробній промисловості, 2473 — в галузі послуг.